# ثوم إشقيلي
ثوم إشقيلي (الاسم العلمي: Allium scilloides) هو نوع من النباتات يتبع جنس الثوم من الفصيلة النرجسية.